# Tuomo Sallinen
Tuomo Sallinen (ur. w 1989 lub 1990) – fiński prawnik i samorządowiec, od 2024 burmistrz Lappeenranty.

## Życiorys
Ukończył studia magisterskie w dziedzinie prawa. Pełnił urząd sekretarza gminy Kiuruvesi, w latach 2018–2020 sprawował urząd zarządcy gminy Ruokolahti. W 2020 zatrudniony w urzędzie miasta Lappeenranta, był sekretarzem miasta, a w 2022 został zastępcą burmistrza. Po dymisji Kimma Jarvy w listopadzie 2023 pełnił obowiązki włodarza, a 8 kwietnia rada miasta wybrała go burmistrzem Lappeenranty na sześcioletnią kadencję. Stanowisko objął 21 maja 2024.
Jest żonaty, ma dziecko.